# Koppōjutsu
El Koppojutsu es un arte marcial japonés antiguo del siglo XII que consiste en controlar, atacar y romper,  los huesos, y articulaciones del cuerpo humano. Es considerado como duro comparado con el Koshijutsu (que consiste en atacar a los músculos), mediante golpes y pinzamientos. 
Hoy en día, las escuelas más conocidas de esta disciplina son la Gikan Ryū, la Hokki Ryū y la Koto Ryū (ryū, 流 quiere decir escuela en japonés).
Los orígenes de Kotto Ryū Koppo Jutsu son inciertos. Existe una teoría que dice que su origen está en las artes marciales chinas. Sin embargo, la teoría más aceptada es que el Koppo Jutsu es un estilo de lucha íntegramente japonés que creó Otomo Komaro, un guerrero del periodo Nara (710-794).
El primer Soke fue Sakagami Taro Kunishige, también 10° Soke de Gyokko Ryū. 
Sakagami Kotaro Minamoto Masashide, que iba a ser el segundo Sôke, fue asesinado en batalla en el año 1542(*).
Sougyoku Kan Ritsushi, conocido también como Gyokkan Ritsushi, fue el 3° Sôke de Kotto Ryū y una de las personas centrales en los Ryū Ha de la Bujinkan. Tuvo tres alumnos principales: Akimoto Kanai Moriyoshi de Gikkan Ryū Koppo Jutsu, Sasaki Gendayu Sadayasu de Gyokushin Ryū y Toda Sakyo Ishinsai, que fue 4° Sôke en Kotto Ryū y 13° Sôke en Gyokko Ryū. Se dice que Sougyoku Kan Ritsushi fue monje Budista y también que de él derivan Izumo Ryū Koppo y Hontai Gyokushin Ryū. No se tienen referencias actuales de estos estilos.
Como dijimos anteriormente, Toda Sakyo Ishinsai (1542-1555) fue el 4° Sôke de Kotto Ryū, pero es considerado el organizador y fundador del estilo a mediados del siglo XVI.
La familia Momochi toma al Ryū a finales del siglo XVI. Pasa por todos sus descendientes (cuatro generaciones) y luego a mediados del siglo XVII lo toma la familia Toda. Luego de traspasar la descendencia de los Toda, pasa de Shinryuken Masamitsu Toda a Toshitsugu Takamatsu. 
En la actualidad el Dr. Masaaki Hatsumi es el 19° Sôke de Kotto Ryū Koppo Jutsu.
Es interesante comparar las listas de los grandes Maestros de Kotto Ryū con la de Gyokko Ryū. En las mismas podemos encontrar que ambos Ryū transitaron juntos largo tiempo de la historia (aprox. desde el siglo XVI) pero a la vez cada Ryū por separado mantuvo sus propios métodos, filosofía y sistemas de trabajo. Ambos se complementan y se transforman en pilares de la práctica en la Bujinkan Dojo Budo Tai Jutsu.

## Grandes Maestros de Kotto Ryū Koppo Jutsu
- Sakagami Taro Kunishige (1542),
- Sakagami Kotaro Masahide,
- Sougyoku Kan Ritsushi,
- Toda Sakyo Ishinsai (1542-1555),
- Momochi Sandayu (1570-1592),
- Momochi Sandayu II (1596-1615),
- Momochi Tanba Yasamitsu (1615-1624),
- Momochi Taro Saemon (1624-1644),
- Toda Seiryu Nobutsuna (1644-1661),
- Toda Fudo Nobuchika (1681-1704),
- Toda Kangoro Nobuyasu (1704-1711),
- Toda Eisaburo Nobumasa (1711-1736),
- Toda Shinbei Masachika (1736-1764),
- Toda Shingoro Masayoshi (1764-1804),
- Toda Daigoro Chikashide (1804),
- Toda Daisaburo Chikashide (1865),
- Toda Shinryuken Masamitsu (1909),
- Takamatsu Toshitsugu (1910-1972),
- Masaaki Hatsumi (1968),

## Características generales de Koto Ryū Koppo Jutsu
Kotto Ryū Koppo Jutsu se caracteriza por sus técnicas duras, en las que se enfatizan los golpes para romper las zonas óseas del cuerpo. Por tal motivo, el guerrero de Kotto Ryū debía poseer un fuerte entrenamiento en endurecimiento de su cuerpo. El mismo era generalmente realizado sobre un tronco duro envuelto de paja y recubierto con una tela o cuero. De esa manera, podía endurecer su cuerpo realizando combinaciones de golpes sobre el tronco.
Literalmente Koppo Jutsu es un sistema que se encarga de romper los huesos y articulaciones del cuerpo del enemigo. Por supuesto cuando hablamos de cuerpo, nos referimos a un conjunto de mente y espíritu. 
Otra de las características es la utilización frecuente de pasos cruzados (yoko aruki); estos son utilizados para encontrar un ángulo de golpe correcto y/o la entrada hacia el enemigo. También son muy frecuentes los toki uchi o pisar con fuerza el empeine (Kyokei) del adversario. 
En los densho de Kotto Ryū figura el dicho "Los ojos son todo", haciendo referencia a que hay que enfocar la mirada al entrecejo del enemigo. De esta manera se puede crear confusión en el mismo y no delatar nuestros movimientos o intenciones.
Esta escuela histórica parece haber sido utilizada en los campos de batalla; por tal motivo se estudian muchas técnicas en las que se manejan más de un arma a la vez como por ejemplo Yari, Katana y Kodachi como así también armas ocultas.
(*) Los siguientes datos son solo para hacer referencia a algunos de los acontecimientos del periodo Sengoku de ese año, no afirman que Sakagami Kotaro Minamoto Masashide haya sido asesinado en alguna de ellas. 
- El sitio del castillo de Gassan-Toda en la provincia de Izumo.
- Shingen Takeda derrota a un ejército aliado de Señores Guerreros de Shimano en Sezawa y comienza una campaña hacia el sur de Shimano.
- Primera batalla de Azukizaka en la provincia de Mikawa.

## Niveles de entrenamiento de Koto Ryu Koppo Jutsu
- Kurai Tori Kamae: 5 Kamae básicos,
- Shoden no Kata: 18 técnicas,
- Chuden no Kata: 12 técnicas,
- Okuden no Kata: 12 técnicas,
- Hekuto no Kata: 8 técnicas,

Otras escuelas de Koppo Jutsu
Izumo Ryu Koppo Jutsu,
Gyokushin Koppo Jutsu